# Wiener Hundesegen

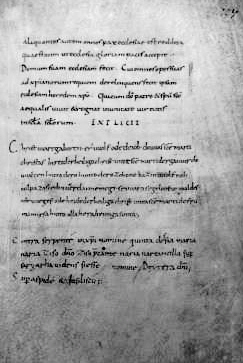
Wiener Hundesegen, Codex 552 der Österreichischen Nationalbibliothek, Wien

Der Wiener Hundesegen ist ein althochdeutscher Segensspruch, der die Fürbitte des heiligen Martin von Tours anruft, um Hunde vor Gefahren, besonders vor Wölfen zu bewahren. Dieser Segensspruch gehört in eine Reihe ähnlicher Segenssprüche des Althochdeutschen. Ursprünglich kann es sich um einen Hirtensegen gehandelt haben, der umgeschrieben wurde.

## Überlieferung
Der Hundesegen ist als Eintrag auf fol. 107r in einem Manuskript aus dem 10. Jahrhundert überliefert, das lateinische Passiones enthält und vom Hofe Ludwigs des Deutschen stammt. Dieses befindet sich unter der Signatur Codex 552 in der Österreichischen Nationalbibliothek in Wien.

## Althochdeutscher Text
Christ uuart gaboren. er uuolf ode deiob. do uuas sancte marti christas hirti. der heiligo christ unta sancte marti, der gauuerdo uualten hiuta dero hunto. dero zohono. daz in uuolf. noh uualpa za scedin uuerdan nemegi. se uuara se geloufan uualdes. ode uueges. ode heido. der heiligo christ unta  sancte marti de frumma mir sa hiuto hera heim gesunta.

## Übersetzung ins Neuhochdeutsche
Christus wurde geboren, eher als Wolf oder Dieb. Da war der heilige Martin Hirte Christi. Der heilige Christ und der heilige Martin, der ehrwürdige, sie sorgen heute für die Hunde und Hündinnen, damit ihnen weder Wolf noch Wölfin zum Schaden sein können, wo immer sie auch laufen, im Wald oder auf dem Weg oder der Heide. Der heilige Christ und der heilige Martin, die mögen bewirken, dass wir heute alle hier gesund heimkommen.